# Racing Bulls VCARB 01
Chronologie des modèles (2024)
AlphaTauri AT04 Racing Bulls VCARB 02
La Racing Bulls VCARB 01 est la monoplace de Formule 1 engagée par l'écurie italienne Racing Bulls dans le cadre du championnat du monde de Formule 1 2024. Elle est pilotée par l'Australien Daniel Ricciardo, présent depuis 2023 et remplacé en cours de saison par le Néo-Zélandais Liam Lawson, et par le Japonais Yuki Tsunoda, présent depuis 2021.

## Résultats en championnat du monde de Formule 1
| Saison | Écurie                            | Moteur                               | Pneus   | Pilotes          | Courses | Courses | Courses | Courses | Courses | Courses | Courses | Courses | Courses | Courses | Courses | Courses | Courses | Courses | Courses | Courses | Courses | Courses | Courses | Courses | Courses | Courses | Courses | Courses | Points inscrits | Classement |
| Saison | Écurie                            | Moteur                               | Pneus   | Pilotes          | 1       | 2       | 3       | 4       | 5       | 6       | 7       | 8       | 9       | 10      | 11      | 12      | 13      | 14      | 15      | 16      | 17      | 18      | 19      | 20      | 21      | 22      | 23      | 24      | Points inscrits | Classement |
| ------ | --------------------------------- | ------------------------------------ | ------- | ---------------- | ------- | ------- | ------- | ------- | ------- | ------- | ------- | ------- | ------- | ------- | ------- | ------- | ------- | ------- | ------- | ------- | ------- | ------- | ------- | ------- | ------- | ------- | ------- | ------- | --------------- | ---------- |
| 2024   | Visa Cash App RB Formula One Team | Honda RBPT V6 turbo hybride RBPTH002 | Pirelli |                  | BAH     | SAU     | AUS     | JAP     | CHI     | MIA     | EMI     | MON     | CAN     | ESP     | AUT     | GBR     | HON     | BEL     | P-B     | ITA     | AZE     | SIN     | USA     | MEX     | SAO     | LAS     | QAT     | ABU     | 46              | 8e         |
| 2024   | Visa Cash App RB Formula One Team | Honda RBPT V6 turbo hybride RBPTH002 | Pirelli | Daniel Ricciardo | 13e     | 16e     | 12e     | Abd.    | Abd.    | 15e     | 13e     | 12e     | 8e      | 15e     | 9e      | 13e     | 12e     | 10e     | 12e     | 13e     | 13e     | 18e     |         |         |         |         |         |         | 46              | 8e         |
| 2024   | Visa Cash App RB Formula One Team | Honda RBPT V6 turbo hybride RBPTH002 | Pirelli | Yuki Tsunoda     | 14e     | 15e     | 7e      | 10e     | Abd.    | 7e      | 10e     | 8e      | 14e     | 19e     | 14e     | 10e     | 9e      | 16e     | 17e     | Abd.    | Abd.    | 12e     | 14e     | Abd.    | 7e      | 9e      | 13e     | 12e     | 46              | 8e         |
| 2024   | Visa Cash App RB Formula One Team | Honda RBPT V6 turbo hybride RBPTH002 | Pirelli | Liam Lawson      |         |         |         |         |         |         |         |         |         |         |         |         |         |         |         |         |         |         | 9e      | 16e     | 9e      | 16e     | 14e     | 17e*    | 46              | 8e         |

Légende : ici 
- *Le pilote n'a pas terminé la course mais est classé pour avoir parcouru 90% de la distance.